# Пьяджине
Пьяджине (итал. Piaggine) — коммуна в Италии, располагается в регионе Кампания, в провинции Салерно.
Население составляет 1773 человека, плотность населения составляет 29 чел./км². Занимает площадь 62 км². Почтовый индекс — 84065. Телефонный код — 0974.
Покровителем коммуны почитается святитель Николай Мирликийский, чудотворец, празднование 6 декабря. В коммуне также особо почитаются Пресвятая Богородица, празднование 2 июля (Madonna delle Grazie) и 16 июля (Madonna del Carmine), а также святая Филомена, празднование 23 августа.